# Râul Păstrăvul, Ozunca
Râul Păstrăvul sau Pârâul cu Păstrăvi este un curs de apă, afluent al râului Ozunca. 